# ایزولا دی فوندرا
ایزولا دی فوندرا (به ایتالیایی: Isola di Fondra) یک کومونه در ایتالیا است که در استان برگامو واقع شده‌است. ایزولا دی فوندرا ۱۳٫۲ کیلومتر مربع مساحت و ۱۸۹ نفر جمعیت دارد و ۷۹۹ متر بالاتر از سطح دریا واقع شده‌است.